# 西捷航空
西捷航空（英語：WestJet）為一家以加拿大卡加利市作總部的全服务型航空公司，為加拿大第二大航空公司。西捷航空提供客運、貨運及包機服務，目的地共有89個，主要在北美洲及墨西哥。目前西捷航是一家擁有7000多名員工及12億美元市場資本值的公司。

## 歷史

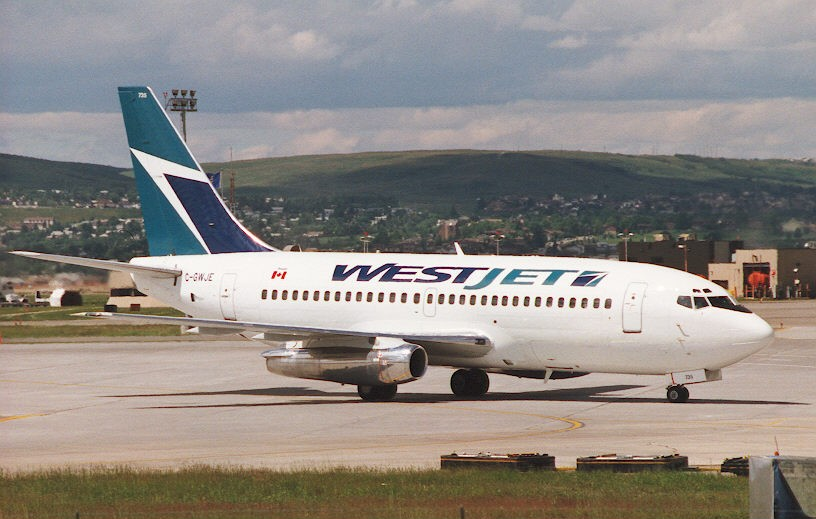
西捷航空曾使用波音737-200型客機，現已全數退役。

西捷航空由萊夫·貝鐸（Clive Beddoe），馬克·希爾（Mark Hill），提姆·摩根（Tim Morgan）和唐納德·比爾（Donald Bell）於1996年2月29日創立，是一家廉價航空公司。西捷航空營運初時機隊只由3架737-200型客機組成，員工數量只有222人，航點為卡加利、愛民頓、基隆拿、溫哥華和溫尼伯，至1997年年客運量已達100萬人次。
西捷航空在2001年接收首架波音737-700型客機，並快速擴大共服務範圍，不斷開拓新航線，如多倫多、倫敦（安大略省）、蒙特利爾、哈利法克斯和甘德爾等地。在2004年更飛出加拿大，宣佈一系列新的美國航點，包括洛杉磯、舊金山、鳳凰城、坦帕、紐約、奧蘭多和羅德岱堡；同時開始在飛機上增設個人電視。在2005年西捷航空接收首架波音737-600型客機和波音737-800型客機，同年西捷航空亦新增棕櫚泉、夏威夷和季節性航班夏洛特等地的的航點，取消了前往甘德爾的航班。在2006年1月最後一架波音737-200型客機退出西捷航空機隊，9月接收最後一架波音737-600型客機；同年開辦了前往中美洲拿騷的航班。2007年2月，波音公司確認了西捷航空20架新一代波音737的訂單。。
目前，西捷航空參照美國西南航空的營運模式，西捷航空採用全波音737機隊。在2008年7月，西捷航空宣佈與西南航空實行航班代碼共享計劃。。同年9月，西捷航空宣佈因應國際油價下降而取消燃油附加費，該費用的徵收不足半年。西捷航空在同年11月新開10條新航線，12月新開2條。
2010年10月4日，與國泰航空增設代號共享航班，在新協議下，西捷航空由卡加利、愛民頓、哈利法克斯、蒙特利爾、渥太華及溫尼伯出發並往返多倫多和溫哥華的航班，將會加入國泰的「CX」代號，顯示西捷航空將進一步擴大與寰宇一家的合作關係。
2014年7月29號，西捷航空宣布會使用4架波音767-300ER飛往夏威夷檀香山
2015年8月，西捷的第一架波音767-300ER（C-FOGJ，降落於卡爾加里國際機場 *原先澳洲航空隨後其它的波音767也在2016年的1月-6月抵達。西捷隨後開通了飛往倫敦的航線（由於自家波音767還沒有ETOPS測試西捷租借了兩架波音767。）（開通倫敦航線之後由於整修西捷再次租借了兩架波音767來執飛。）波音767是西捷試水跨海航線的第二次實驗（第一次使用波音757飛夏威夷檀香山）西捷發現可行後，在2016年訂購了10架波音787來飛歐洲航線。
2019年，西捷航空将迎接其首架波音787，标志着西捷航空将首次迎来超远程航线服务。
2019年5月14日，西捷航空宣布将被Onex及其附屬基金將以35億加拿大元（連同債項估值為50億美元）收購。
2025年5月9日达美航空与大韩航空将分别投资3.3亿美元和2.2亿美元，从私募股权公司OnexPartners及其附属基金和共同投资者手中获得西捷航空15%和10%股权

## 航点

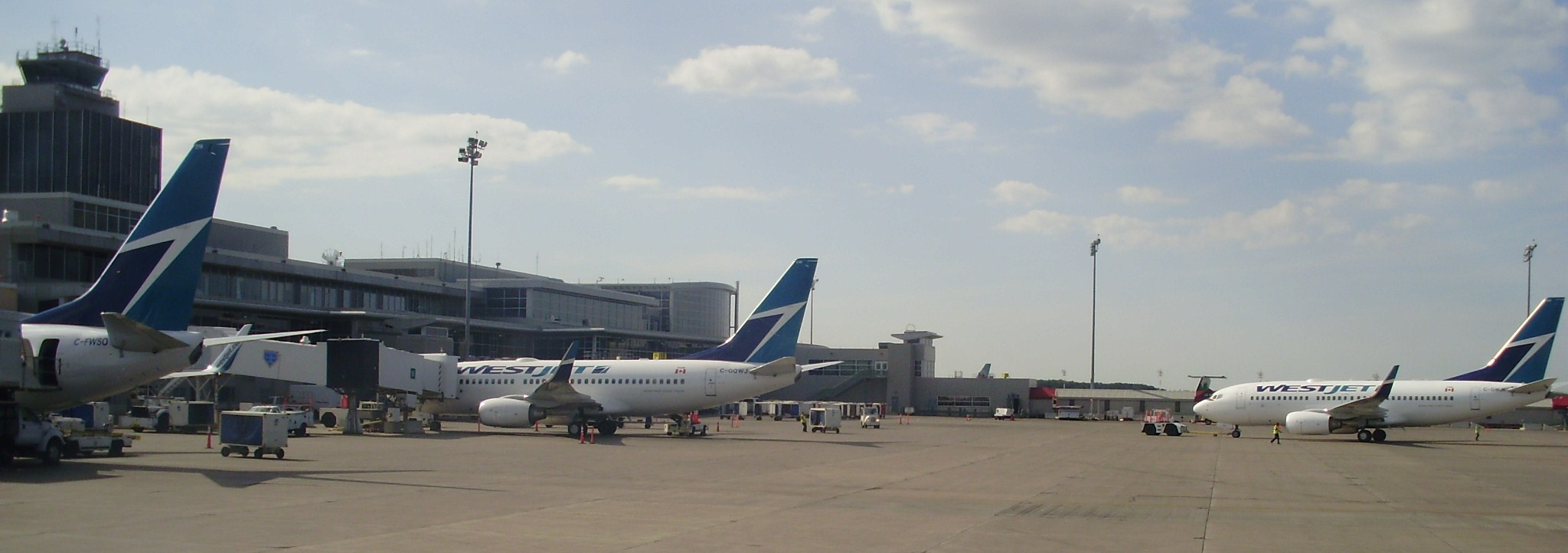
在埃德蒙顿国际机场停泊的西捷航空客机

## 機隊

### 現役機隊
截至2025年1月，西捷航空机队拥有的机型如下：
| 机型               | 数量 | 已订购 | 客舱布局 | 客舱布局 | 客舱布局 | 客舱布局 | 备注                        |  |
| 机型               | 数量 | 已订购 | J        | O        | Y        | 总计     | 备注                        |  |
| ------------------ | ---- | ------ | -------- | -------- | -------- | -------- | --------------------------- |  |
| 波音737-700        | 36   | —      | —        | 12       | 120      | 132      |                             |  |
| 波音737-800        | 50   | 5      | —        | 12       | 162      | 174      |                             |  |
| 波音737-800        | 50   | 5      | —        | 12       | 171      | 183      | 原Swoop航空客机。           |  |
| 波音737 MAX 7      | —    | 32     | 待定     | 待定     | 待定     | 待定     |                             |  |
| 波音737 MAX 8      | 43   | 16     | —        | 12       | 162      | 174      |                             |  |
| 波音737 MAX 8      | 43   | 16     | —        | 12       | 171      | 183      | 原Swoop航空客机。           |  |
| 波音737 MAX 10     | —    | 54     | 待定     | 待定     | 待定     | 待定     | 另有22架选择权（options）。 |  |
| 波音787-9          | 7    | —      | 16       | 28       | 276      | 320      |                             |  |
| 西捷安可航空机队   |      |        |          |          |          |          |                             |  |
| 德哈维兰Dash 8-400 | 35   | —      | —        | 10       | 68       | 78       |                             |  |
| 西捷货运航空机队   |      |        |          |          |          |          |                             |  |
| 波音737-800BCF     | 4    | —      | 货机     | 货机     | 货机     | 货机     |                             |  |
| 总计               | 175  | 107    |          |          |          |          |                             |  |

### 退役機隊
- 波音737-200（服役期:1996-2006）
- 波音737-600 (服役期：2005-2021 *其中C-GWJT被放在BCIT的停機棚）
- 波音757-200 (服役期：2010-2011 *短暫租借）
- 波音767-300 (服役期：2015-2020 被波音787-9取代)

## 評價

### Skytrax評估
| 年度 | 獎項                       | 排名   |
| ---- | -------------------------- | ------ |
| 2011 | 全球最佳航空公司           | 第50名 |
| 2012 | 全球最佳航空公司           | 第43名 |
| 2013 | 全球最佳航空公司           | 第63名 |
| 2014 | 全球最佳航空公司           | 第45名 |
| 2015 | 全球最佳航空公司           | 第47名 |
| 2016 | 全球最佳航空公司           | 第50名 |
| 2017 | 全球最佳航空公司           | 第58名 |
| 2018 | 全球最佳航空公司           | 第54名 |
| 2019 | 全球最佳航空公司           | 第55名 |
| 2021 | 全球最佳航空公司           | 第53名 |
| 2022 | 全球最佳航空公司           | 第39名 |
| 2023 | 全球最佳航空公司           | 第64名 |
| 2024 | 三星級航空公司             | 不適用 |
| 2024 | 全球最佳航空公司           | 第64名 |
| 2024 | 全球最佳區域性航空公司     | 第11名 |
| 2024 | 北美地區最佳區域性航空公司 | 第3名  |
| 2024 | 北美地區最佳航空公司       | 第7名  |

## 外部連結
- 西捷航空 （页面存档备份，存于）